# Општина Милковул (Вранча)
Милковул (рум. Milcovul) општина је у Румунији у округу Вранча.
Oпштина се налази на надморској висини од 35 m.